# 239282 Kevinmccarron
239282 Kevinmccarron este o planetă minoră (asteroid) din centura de asteroizi. A fost descoperită pe 24 iulie 2007 la Charleston⁠(d) de Robert Holmes⁠(d). 
Obiectul prezintă o orbită caracterizată de o semiaxă mare de 2,4217575531582 UAi, o excentricitate de 0,13252703431856, o înclinație de 4,4716018955923 ° în raport cu ecliptica.